# Clusia glomerata
Clusia glomerata är en tvåhjärtbladig växtart som beskrevs av José Cuatrecasas. Clusia glomerata ingår i släktet Clusia och familjen Clusiaceae. Inga underarter finns listade i Catalogue of Life.